# ホリ (タレント)
ホリ（本名：堀 裕人（ほり ひろひと）、1977年〈昭和52年〉2月11日 - ）は、日本のものまねタレント。千葉県白井市（旧・印旛郡白井町）出身。ホリプロの関連事務所、ホリプロコム所属。血液型B型。

## 略歴・人物
高校時代はハンドボール部に所属していた。大学時代は広告学研究会に所属し、3年次には会長を務めた。大学卒業後、SP（セールスプロモーション）会社で10か月あまりのサラリーマン生活を経て、芸能界入り。テレビ初出演は素人時代に経験した『笑っていいとも!』の素人ものまねコーナー。
アニメの声優としても何作かに出演経験がある。初出演は2005年7月金曜ロードショーの『ルパン三世 天使の策略 〜夢のカケラは殺しの香り〜』（観光客 役）。その後、タイムボカンシリーズの「悪の親玉」役を多く演じていた滝口順平（2011年逝去）の声色を真似た形で、幾つかのシリーズ作に出ている。
2005年4月16日、レギュラー出演していたTVおじゃマンボウの生放送終了間際に結婚を発表した。
2006年2月20日から同年4月20日まで、MSNの企画で「ホリの爆笑ものまね100連発」が行われた。
白井市ふるさと大使として、印西署の一日警察署長に就任し、2015年10月4日、印西市の商業施設で開催された「印西地区防犯フェスタ2015」で防犯を呼び掛けた。
2020年1月4日、フジテレビ系「クイズ！ドレミファドン！2020新春SP」にて、木村拓哉と初対面。本人からものまねの公認を得た。
2021年6月6日、木村拓哉が出演する『木村さ〜〜ん!』（GYAO!）の第149回にホリがゲスト出演。ホリのものまねに対して、木村は自分がものまねをされることはないだろうと思っていたが、されたことで自分の事を初めて認めていただいた感じがし、嬉しかったと述べている。
2021年、R-1グランプリの審査員となる。

## 出演

### テレビ番組

#### 現在
レギュラー番組
- マツコ会議（2015年10月17日 - 、日本テレビ）-  ナレーション
- ホリプレゼンツ 求人任三郎がいく!（2014年4月 - 、チバテレ）
- ホリBuzzTV〜ホリをバズらせろ〜（2021年6月 - 、石川テレビ）
- ちば朝ライブ モーニングこんぱす（2023年10月 - 、チバテレ） - 「ものまねじゃんけん」レギュラー
- ものまね工場ホリのうちなぁんちゅの時間です（2024年4月24日 - 、琉球朝日放送）

不定期
- ものまねグランプリ（2009年 - 、日本テレビ） - レギュラー出演
- ホリプロコムものまね軍団オフィスDEライブ（2021年5月以降不定期放送、チバテレ）
- 土曜ランチTV なじラテ。（2024年10月19日、新潟放送）[7]

#### 過去
- 笑いの金メダル（テレビ朝日系・朝日放送制作）
- TVおじゃマンボウ（日本テレビ）
- エンタの神様 （日本テレビ）キャッチコピーは「ものまね界のプリンス」
- バックドロップ（メ〜テレ）
- チータとホリ&エリカの開運アゲアゲ（テレビ愛知）
- ダウトをさがせ!2007（TBS系・毎日放送制作）パロディドラマ『DOUBT LUCK!!』
- くちコミ☆ジョニー（日本テレビ）
- 爆笑オンエアバトル（NHK総合）戦績0勝2敗 最高317KB
- 音楽のちから、アートのちから、からだのちから（NHK教育）
- タモリのボキャブラ天国 大復活祭スペシャル（2008年、フジテレビ） キャッチコピーは「人間コピー製造機」
- ザ・イロモネア（2008年、TBS）　※ピンモネアに出演、FINALステージ敗退
- 新春ゴールデンピンクカーペットSP（2009年1月1日、フジテレビ）キャッチコピーは「ノーモノマネ ノーライフ」
- 2時っチャオ!（TBS） - 火曜レギュラー。
- ものまねバトル（2000年 - 2009年、日本テレビ） - レギュラー出演
- ものまね王座決定戦（2015年12月11日、フジテレビ）
- とんねるずのみなさんのおかげでした（フジテレビ） - 「博士と助手〜細かすぎて伝わらないモノマネ選手権〜」に出演
- ナニコレ珍百景（2009年9月23日、テレビ朝日） - 群馬県代表として出演
- スタイルプラス（東海テレビ） - あさりどの代理出演時
- 逃走中（第19回「激動明治の大事変」）（2010年11月23日、フジテレビ）- 森鷗外役
- 我思う、故に我ラーメン（HTBの深夜の新番組。2011年4月29日放送の第3回、同年5月6日放送の第4回に出演)
- ヤンヤンJUMP（2011年5月14日、テレビ東京）
- 勇者ヨシヒコと魔王の城 第7話（2011年8月19日、テレビ東京） - キサラ 役
  - 勇者ヨシヒコと悪霊の鍵 第9話（2012年12月7日、テレビ東京） - こんぱち 役
  - 勇者ヨシヒコと導かれし七人 第5話（2016年11月6日、テレビ東京、） - ジョウ 役
- 釧路エリア開局記念特番 宇梶・ホリ・ギャル曽根が行く 釧路の魅力発見!ふれあい旅（2011年8月27日、テレビ北海道）
- 坂上忍の成長マン!!（2014年8月29日・9月5日、テレビ朝日）
- 坂上忍の成長マン!! 祝!坂上忍の成長マン日曜ゴールデン拡大版 愛犬しつけ&ものまね急成長2時間半SP!!（2014年11月23日、テレビ朝日）
- ごごたま（2015年4月9日 - 、テレビ埼玉）木曜日パーソナリティ
- きらめきいっぱいさいたま市（テレビ埼玉）
- 汐留イベント部（日本テレビ）
- ヒミツのちからんど（NHK教育）レギュラー
- トコトンハテナ（テレビ東京）リポーター
- 情報プレゼンター とくダネ!（フジテレビ）
- 爆笑レッドカーペット（フジテレビ）キャッチコピーは「ノーモノマネ・ノーライフ」
- のびのびシティさいたま市（テレビ埼玉）
- ビジネスフラッシュ 千葉ロッテマリーンズスペシャル（2015年2月 - 3月チバテレ、）
- マツコとマツコ（2015年4月4日 - 9月26日、日本テレビ） - マツコロイドの声
- 激!今夜もドル箱（2016年10月 - 2022年3月、テレビ東京）MC

### ラジオ番組
- ホリのスーパーホットニュース（ニッポン放送、2004年10月 - 2005年3月）
- 東京REMIX族（J-WAVE）
- ひるどき情報ちば（2016年4月〜月1レギュラー）NHK千葉FM

### テレビCM
- 資生堂「uno」 - 『TVおじゃマンボウ』のおじゃま刑事の服装で出演している日本テレビ限定の放送バージョンが存在していた。
- タカラトミー「DXクワガッタン&ボカンブレス」（オヤダーマ役）

### テレビアニメ
- ルパン三世 天使の策略 〜夢のカケラは殺しの香り〜（2005年）観光客 役
- 夜ノヤッターマン（2015年）ドクロベエ 役[8]
- タイムボカン24（2016年 - 2017年）オヤダーマ 役
- タイムボカン 逆襲の三悪人（2017年 - 2018年）オヤダーマ、徳川秀忠 役

### 劇場アニメ
- 劇場版ポケットモンスター アドバンスジェネレーション ポケモンレンジャーと蒼海の王子 マナフィ（2006年）ペラップ 役

### 映画
- 薔薇色のブー子

### ゲーム
- アッコでポン! 〜イカサマ放浪記〜（2008年、ニンテンドーDS・Wii用ソフト、サクセス） - 声の出演[9]

## ものまねレパートリー
- 秋川雅史
- 秋山竜次
- 浅野忠信
- 麻生太郎
- アタック西本
- 阿藤快
- あばれる君
- 安倍晋三
- 雨上がり決死隊
- 飯尾和樹
- 石倉三郎
- 石破茂
- 石橋貴明
- イジリー岡田
- 伊集院光
- 市原悦子
- IKKO
- いっこく堂
- いつもここから
- 今田耕司
- 井森美幸
- 岩尾望
- 石田たくみ
- 上田晋也
- 内村光良
- ウド鈴木
- えなりかずき
- 柄本明
- X音
- 及川光博
- 大泉洋
- オール巨人
- 岡田圭右
- 尾形貴弘
- 岡部大
- 香川照之
- 掛布雅之
- 籠池泰典
- 片岡愛之助
- 片岡鶴太郎
- 桂小枝
- 桂ざこば
- 加藤和也
- 加藤茶
- 加藤善博
- 加藤諒
- 金子賢
- 金子貴俊
- 狩野英孝
- 嘉門タツオ
- 河合郁人
- 神奈月
- 岸田文雄
- 木村匡也
- 木村拓哉
- 木村洋二
- 木本武宏
- キングオブコメディ
- キン肉マン
- 草薙航基
- 串田アキラ
- くっきー!
- 黒田俊介
- クロちゃん
- 黒柳徹子
- 桑田佳祐
- 劇団ひとり
- ケンドーコバヤシ
- ココリコ
- 小島よしお
- 小杉竜一
- 後藤拓実
- 小峠英二
- 小林稔侍
- 小日向文世
- 小宮浩信
- 五郎丸歩
- コロッケ
- 近藤房之助
- 斉藤慎二
- 斎藤司
- 斉藤敏豪
- 堺雅人
- さまぁ〜ず
- サンシャイン池崎
- サンプラザ中野くん
- 次長課長
- 品川庄司
- 嶋田隆司
- 清水圭
- 清水ミチコ
- 志村けん
- 松陰寺太勇
- 松鶴家千代若
- 城島茂
- 笑福亭鶴瓶
- 進撃の巨人
- スピードワゴン
- 杉山とく子
- 鈴木紗理奈
- 関根勤
- 粗品
- 高岸宏行
- 田中卓志
- 滝口順平
- 滝藤賢一
- 武田鉄矢
- 達川光男
- 田中邦衛
- 田中康夫
- 田原俊彦
- 田村淳
- 田村正和
- ダンディ坂野
- 高橋名人
- 千鳥
- 千原せいじ
- ちびまる子ちゃん
- チューヤン
- 月亭方正
- 津田篤宏
- 筒井道隆
- つぶやきシロー
- 出川哲朗
- 鉄拳
- 寺門ジモン
- テリー伊藤
- 富澤たけし
- トシ
- Toshl
- とにかく明るい安村
- 土佐犬
- ドラえもん
- 長井秀和
- 中居正広
- 中尾彬
- 中岡創一
- 中川礼二
- 長渕剛
- ナダル
- 中村俊輔
- 中山秀征
- 南海キャンディーズ
- 西川貴教
- 二宮和也
- にゃんこスター
- 猫ひろし
- ネプチューン
- 野村昭子
- 塙宣之
- 濱口優
- パーマ大佐
- 萩本欽一
- 爆笑問題
- はじめしゃちょー
- 長谷川博己
- はなわ
- 林家ペー
- はるな愛
- 板東英二
- ビートたけし
- HIKAKIN
- 東野幸治
- ビビる大木
- 日村勇紀
- ひょっこりはん
- 平泉成
- 肥後克広
- 福山雅治
- 藤井隆
- 藤岡琢也
- 古田新太
- 星野源
- ボビー・オロゴン
- 前田吟
- 真栄田賢
- マヂカルラブリー
- 松井秀喜
- 松岡昌宏
- 松尾伴内
- マツコ・デラックス
- 松村邦洋
- 松山ケンイチ
- 三木道三
- みのもんた
- みやぞん
- 村上信五
- 森田哲矢
- 薬丸裕英
- 山崎弘也
- 八嶋智人
- 八奈見乗児
- 山口智充
- 山崎まさよし
- 山下達郎
- YOU
- ユースケ・サンタマリア
- ゆうぞう
- ゆりやんレトリィバァ
- 吉幾三
- ラッシャー板前
- LINEのスタンプ音
- ルー大柴
- 若本規夫

## CD
- ホリネタ（アルバム/MHCL-488）

## DVD
- ホリものまね単独ライブ『本人不在!ちょ、まてよ!!』（PCBE-51115）